# Moustique
Moustique, anteriormente conocido como Le Moustique o Télémoustique, es una revista semanal belga en lengua francesa, dedicada especialmente a las noticias de actualidad, la cultura y la televisión. Ha estado en circulación desde 1924 y tiene su sede en Bruselas.
La revista fue fundada en 1924 con el nombre Le Moustique (en español: "El Mosquito") y se convirtió en Télémoustique a finales de la década de 1960. En marzo de 2011 se relanzó con el nombre actual e Moustique. Hasta 2015, la revista era propiedad de Sanoma. En noviembre de 2015, L'Avenir Hebdo, una subsidiaria la empresa de telecomunicaciones de Lieja Nethys, adquirió la revista.
En 2013 Moustique vendió 70 000 copias, 69 335 en 2016.